# 吸血鬼すぐ死ぬ
『吸血鬼すぐ死ぬ』（きゅうけつきすぐしぬ、The Vampire dies in no time.）は、盆ノ木至による日本の漫画作品。『週刊少年チャンピオン』（秋田書店）で2015年30号から連載中。2023年24号に掲載された後は、盆ノ木の体調不良により休載している。略称は「吸死」。単行本は少年チャンピオン・コミックスレーベルより刊行され、2022年12月時点で累計部数が300万部を突破している。
2021年10月から12月までテレビアニメ第1期が放送され、2023年1月から3月までテレビアニメ第2期が放送されたほか、6月には舞台化された。

## 制作背景
2013年上期の第80回・別冊少年チャンピオン合同新人まんが賞において、盆ノ木は同名作品（16ページ）で佳作を受賞。審査発表時の煽り文句は「怒涛のネタ量!!」。審査員の評価コメントもおおむね好評であったが、小沢としおからは「タイトルにもうひとひねり欲しい」、渡辺航からは「絵は上手いが生気が足りない」「ギャグが少年誌向きではない」「舞台がふわっとしている」と評価を下された。受賞作品は『週刊少年チャンピオン』2013年30号（2013年6月27日発売）に掲載され、これが盆ノ木のデビュー作となっている。2014年に『週刊少年チャンピオン』で「マリリーン大魔法研究所」（全3回）の集中連載を経て、本作の連載に至る。
一般的に吸血鬼は不死身とされるが、その一方で日光、十字架、ニンニクなど弱点が多い存在とされている。本作は吸血鬼の「意外な脆さ」を強調し、デフォルメすることでギャグ漫画に仕立て上げている。実際、主人公の1人である吸血鬼ドラルクは弱点を突かれるだけではなく、ほんの些細なことで死亡し、塵になってしまう。ただし、不死身でもあるので、すぐに塵から再生する。なお、コミックス1巻は総ページ数156ページであるが、58回死亡している。

## あらすじ
埼玉県伊奈架町の郊外に不死身と恐れられる吸血鬼が棲むという城があった。その城へ行って帰ってこない子供を助けるために雇われた吸血鬼退治人ロナルドは城へと向かったが、そこにいたのは確かに不死身ではあるものの、すぐに死んで灰になるザコ吸血鬼ドラルクであった。子供も別にドラルクに捕えられていたわけではなく、城で遊んでいただけだった。
ちょっとした不注意からロナルドが城を破壊してしまい、住居を失ったドラルクは新横浜にあるロナルドの事務所に転がり込んで同居することになる。なりゆきから、ドラルクとロナルドはコンビを組んで、露出狂の吸血鬼の事件を解決しようとしたり、ロナルドの自伝小説原稿を取り立てにくる吸血鬼よりも恐ろしい編集者と対峙したり、クソゲーをプレイしレビュー記事を執筆したりすることになる。

## 登場キャラクター
声の項はテレビアニメ版の声優。

### ロナルド吸血鬼退治事務所
ドラルク
声 - 福山潤、田村睦心（少年）
不死身の高等吸血鬼。208歳。ルーマニアのトランシルヴァニア出身。祖父の所有物である埼玉県の古城でジョンと暮らしていたが、ロナルドが自分を退治しにやってきたときの騒動が原因で城が崩壊して以来、強引にロナルドの事務所に居座るようになる。
「真祖にして無敵」との触れ込みとは裏腹に戦闘能力は皆無に等しく、ちょっとした物理的ダメージや精神的ダメージですぐ死んで塵になってしまうが、復活も早い。また、吸血鬼であるため生命力も強く、手足が再生していれば行動できたり、塵の状態で何かに混ぜられても動けたりする。変身能力も持つが、大抵は目的とかけ離れた外見になってしまう上に、一度死なないと元の姿には戻れない。
享楽主義者でありロナルドなど他の人物を「おもしろそう」という理由でからかって騒動を起こすことが多いが、基本的には冷静な常識人で､女性や依頼人に対しては紳士的な一面を持つ。クソゲー仲間である編集長をはじめ、吸血鬼や吸血鬼退治人とも打ち解けており、交友関係は広い。引きこもっていたためにゲームの腕前は高く、オータム書店のクソゲーのプレイレビュー記事も執筆している。料理の腕も高く、ロナルドの食事のほか事務所の家事全般を引き受けている。一方で図画工作は下手で、歌も音痴である。
一族の総意として、快適で有用な現代の人類文明社会は保全すべきであり、人類に著しく害をなす他の吸血鬼を退治することはむしろ本意であると語っており、ロナルドの退治にも同行することが多い。勝ち目がないとみるやあっさりと裏切ることもあるが、吸血鬼に対する知識や自身のすぐ死ぬ特性を活かしてロナルドや退治人の窮地を幾度か救っている。
鼻息丸（はないきまる）
ドラルクの数少ない変身成功例で、コウモリに変身した姿。基本的にはピスピスと鳴くが、一応喋る事も可能。前述の鳴き声からヒナイチによって鼻息丸と名付けられた。2019年にぬいぐるみが発売された。

ロナルド
声 - 古川慎、花守ゆみり（子供）
本作におけるもう一人の主人公である吸血鬼退治人（バンパイアハンター）。年齢は20代前半。新横浜に事務所を構えている。
ドラルク達が起こす問題に頭を悩ませる苦労人気質で、ツッコミ役に回ることが多い。短気ですぐ暴力で解決しようとする面もあるが、根は心優しい青年。『ロナルドウォー戦記』（ロナ戦）という自叙伝的小説を刊行しており人気は高い。若く有能な退治人で、銃の腕前にすぐれ運動神経も並外れており、容姿もいいが、彼女ができたことはない。セロリが大の苦手であり、セロリに似た物を見ただけでパニックをおこす。ジョンのことはとても可愛がっている一方、ドラルクの居候に関しては許しておらず、当初はドラルクだけを追いだそうと画策するが、『ロナ戦』におけるドラルクとのコンビ描写が好評だったことで担当編集者のフクマからの圧力などもあり、ことごとく失敗に終わる。料理の腕は壊滅的で、同居後は家事などの身の回りのことはすべてドラルク任せである。ドラルクの親族に初めて自己紹介した際にポールダンサーを詐称し、その後作中で徐々にポールダンスに習熟していく。
3人兄妹の次男で、幼いころから吸血鬼退治人だった兄に強く憧れている。第57死の柱で「ロナルド」は高校時代のあだ名であること、公式ファンブック第2弾で本名が「木下 日出男（きのした ひでお）」であることが明かされた。
ジョン
声 - 田村睦心
ドラルクの使い魔でオスのアルマジロ。鳴き声は「ヌー」。好物はホットケーキとから揚げ。人語を解すが喋ることはできず、ドラルクのみ彼の言葉がわかる。他人とはジェスチャーや絵などである程度意思疎通可能。実年齢は180歳くらいで、年齢相応に世間ずれした面もある。
ドラルクと共にロナルドの事務所に同居している。おっとりした優しい性格。作中でドラルクの身を案ずる数少ないキャラクターであり、ドラルクとは深い絆で結ばれている。ロナルドのことも慕っているが、ドラルクと一緒にロナルドをからかったり、仕事の邪魔をしたりすることもしばしばある。ロナルドや退治人たちから可愛がられているのをはじめ、新横浜ご町内のイベントにも積極的に参加して幅広い層からの人気者で、「ジョンくんファンクラブ」（後に「ジョンくん教」と改められる）も設立されている。ドラルクが危険な目に遭遇した際に盾（ジョンガード）にされたり、ボール代わりにされたりすることもあるものの、ロナルドによってドラルクと引き離されることを嫌がるなど、ドラルクを深く敬愛している。
本名は、ドラルクの一族の者達がそれぞれ勝手に付けた名前を全て繋げた「ジョーカーボールたまおマルスケオリハルコンZガーディアン」、略して「ジョン・O・ガーディアン」である。
2016年4月には、ドラルクとロナルドを差し置いて、初の関連グッズとしてジョンを描いたTシャツが秋田書店のオンラインショップで発売された。また、2017年10月から、『日刊月チャン』において「ほぼ日刊アルマジロのジョン」というWEB漫画が連載された。
メビヤツ / 目からビーム出るやつ
ドラルクの居城に設置されていたビーム兵器。攻撃力が高く、ビームの威力設定には首都破壊モードもある。映像記録機能や再生機能も内蔵されている。
対侵入者用のトラップとして十数体が存在したが、城の崩壊後にドラルクが1体事務所に持ち込んだ。普段はロナルドの帽子掛けとして使われている。ロナルドに愛用されるうちに自我が芽生え、いつの間にか本来の持ち主であるドラルクよりもロナルドを完全に慕っている。当初は転がる以外に移動方法を持たなかったが、半田に台車をもらってからは自由に動き回れるようになった。
キンデメ / 吸血デメキン（きゅうけつデメキン）
声 - 若本規夫
吸血鬼化したデメキン。一人称は「我が輩」。夏祭りの金魚すくい屋台で登場し、後に川から掬われてロナルドの事務所で飼われるようになる。知能は高く人語も操るが、魚であるため水の外では生きられない。物言いは尊大だが事務所きっての常識的な性格で、的確なアドバイスやツッコミをいれる。体色は気分次第で赤と黒のどちらにもなる。
吸血鬼死のゲーム（きゅうけつきしのゲーム）
オータム書店編集長よりドラルク宛に送りつけられた、ツクモ吸血鬼と化したゲームソフト。クリアできなかった人間の生き血を吸いつくして殺す。ただし、あまりに簡単にクリアできるので、死者は1人もいない。そのヌルゲーぶりに激怒したドラルクの介入により超絶高難易度なクソゲーに変貌を遂げるも、事情を理解していないロナルドにディスクごと破壊されてしまった。しかし通信機能で携帯ゲーム機に避難し、以降もドラルクを「師匠」と呼んで事務所に住み着いている。

#### ドラルクの一族
念力や催眠術など、強大な能力を持つ吸血鬼の一族。竜の一族と称される。真祖の血を直接引くのはドラウスとドラルクのみ。ルーマニアのトランシルヴァニア出身で、拠点とするトランシルヴァニアの城のほかに世界各地に別荘を持つ。
ドラウス
声 - 速水奨
ドラルクの父。ルーマニア出身。変身能力や催眠術、霧化、石化などの様々な能力を操ることができる強大な力を持った吸血鬼だが、現代社会への疎さや抜けたところのある性格が災いした失敗も多い。親バカでドラルクを徹底的に甘やかしており、息子に対して乱暴を働くロナルドを目の敵にしているが、内心では息子の友人として認めており、完全に毛嫌いしているわけではない。ロナルドが初対面で偽名を名乗ったことから、本名を知った後も彼を「ポール（君）」と呼んでいる。古き血の吸血鬼たちとは交流があり、Y談おじさんとも旧知の間柄だが、彼の下劣ぶりには辟易している。
ミラ
声 - 田中敦子
ドラルクの母。日本出身。吸血鬼相手の弁護士をしており、多忙。他の吸血鬼の能力に介入する能力がある。
ドラルクの祖父 / 御真祖様（ごしんそさま）
声 - 中田譲治
竜の真祖と呼ばれる最強の存在。一からは「御真祖様（おじいさま）」と呼ばれる。他の吸血鬼のすべての能力を使える。自分の趣味や思いつきに一族を巻き込み、化け物じみた体力・気力で一同を振り回す。基本的に無表情だが、ロナルドによって城が崩壊したと知ってもそれをあっさり許すなど、割と能天気で軽いお茶目な性格。急に誰かと遊びたがる“おヒマ？”モードがある。
ただしドラルク曰く“小5の心を持ったスーパーマン”、ドラウスからは“小さめのゴジラ（アニメだと人型サイクロン）”と言われる程で、付き合わされてたら粉末になって死ぬらしく、被害を抑える為に絡んだ人に暇と言わせないよう画策した。
（ただ…それでも誰かが言ってしまった場合ソイツに押し付けるつもりだったのと、とある問題の黒幕が現れたため、ドラルクは天罰を与えるためその吸血鬼に“ヒマ”と言わせた。）
過去には伝説の吸血鬼退治人であるヘルシングと戦ったらしく、映画にもなっている。
ゴルゴナ
声 - 小平有希
ドラルクの叔母でドラウスの義妹。生物や物体を石のように変える邪眼の能力を持つ。

#### ロナルドの親族
ヒヨシ
声 - 小野大輔
ロナルドの兄。神奈川県警吸血鬼対策課の課長でヒヨシ隊隊長。小柄かつ童顔で、付け髭を着用している。第7死でヒナイチの上司として登場し、第46死でロナルドの兄であることが正式に明かされた。
かつては凄腕の吸血鬼退治人で銃の名手だったが、腕の負傷が原因で握力が落ち、銃を持てなくなったため引退。その後は吸血鬼対策課に入る。
ロナルドの憧れであり、ヒヨシの存在はロナルドの中で極端に美化されている。ロナルドから兄の話を聞かされたジョンもヒヨシの大ファンとなる。引退のきっかけになった腕の怪我は、吸血鬼美人局（声 - 上田瞳）に引っかかって噛まれたことが原因だが、あまりに格好悪いため真相をロナルドに言えないでいる。ロナルドは、自分が高校時代に退治しそこねた吸血鬼がヒヨシの肩に噛みついていたことから、自分のせいで引退したと誤解していた。女たらしで、退治人になった動機も「モテそうだから」。ドラルクは、ヒヨシがロナルドが思うほどかっこいい人物でないことを察しているが、ロナルドとジョンには否定されている｡
ヒマリ
ロナルドの妹。大学生。あまり感情を表に出さない無口な性格で、言葉足らずのために誤解を受けやすい。ロナルドとは違い、ヒヨシの女癖の悪さに気づいているが、兄2人のことは普通に慕っている。

### 吸血鬼対策課
神奈川県警察の部署。吸血鬼関連の事件を扱う。通称吸対。近距離戦闘員は日本刀、狙撃手はライフルを使用している。
ヒヨシ / 隊長
#ロナルドの親族参照。
ヒナイチ
声 - 日岡なつみ
吸血鬼対策課ヒヨシ隊副隊長。真面目だが少々天然で勘違いしやすく、不器用な一面もある少女。19歳。5歳のころ水族館で水槽に落ちて以来、ペンギンが大の苦手。
ドラルクが危険な吸血鬼だと勘違いして監視任務を買って出るが、誤解と気づいた後もドラルクの調査・監視を引き続き行うよう命が下されてしまい、以来、ロナルド吸血鬼退治事務所に頻繁に出入りするようになる。普段は事務所の床下に潜んでおり、ドラルクにお菓子（主にクッキー）で餌付けされている。
Y談おじさんのビームを食らった際、性的語彙があまりに乏しかったために鳴き声のように「ちんちん」としか喋れなくなった。以降、動揺した際は同じように「ちん」を繰り返し口にしてしまう後遺症が残っている。
実家は埼玉県西伊那架町にあり、実は幼いころドラルクに会っているのだが、双方覚えていない。
半田 桃（はんだ とう）
声 - 松岡禎丞、松岡美里（子供）
吸対の隊員。ダンピール。ロナルドとは高校の同級生だった。学生時代から吸対志望で、退治人を目指していたロナルドを一方的にライバル視していた。
極度のマザコンで、母がロナルドのファンになったこともあってロナルドへの敵意はさらに強まり、ストーカーまがいの行動やロナルドが苦手なセロリを使った嫌がらせを繰り返している。一方ロナルドは迷惑をかけられながらも半田のことを友人と思っており、カメ谷と3人で普通の友人らしい付き合いもしている。
ロナルド絡みではクレイジーな言動が多いが、仕事に関しては非常に有能で容姿もいい。幼少のころから母に「嘘はよくない」と言われていたことから嘘が非常に下手で、無理に嘘をつこうとして知恵熱を出すこともある。
ダンピールの能力で吸血鬼の気配を察知することができるが、大勢の吸血鬼がいた場合フレーメン反応を起こす。
サギョウ
声 - 西山宏太朗
吸対の隊員。隊の中では一番新米。常識人で、頻繁に半田に振り回されて痛い目を見ている。有能な狙撃手だが、作画が大変なために活躍が描かれる機会は少ない。吸血ゴボウのゴビーの飼い主で、しっかりと愛情を注いでいる。趣味はプチプチつぶし。
ゴビー / 吸血ゴボウ（きゅうけつゴボウ）
声 - 田村睦心
オータム書店からロナルドの事務所宛に届いた吸血野菜のひとつ。自分を料理しようとしたドラルクに恨みを抱き、事務所のあるビルの床下やクローゼットに潜んでいた。後にサギョウに引き取られ、吸対に就職する。好物はダンゴ虫。

モエギ
声 - 増元拓也
ガタイの良い男性隊員。サギョウと同じく苦労人気質の常識人で、半田やカンタロウに振り回されるサギョウに対して同情的な態度を見せる。
出番が少なく目立っていないことを気にしている。
ルリ
声 - 鈴代紗弓
非戦闘員の女性隊員。オペレーションや広報活動を行う。
ケイ・カンタロウ
声 - 山下誠一郎
辻斬りナギリ逮捕に使命感を燃やす警察官。一人称は「本官」で、語尾に「であります」をつけるのが口癖。かつて交番勤務だったころにナギリに敗れ、以来ナギリとの再戦のために武者修行し吸対に配属された。ナギリ打倒の武器として巨大なパイルバンカーを軽々と持ち歩いている。
ナギリが非常に強力な吸血鬼というイメージができあがっており、ナギリとたびたび遭遇しているが、自身のイメージとはかけ離れていることもあって全く気づいていない。
カズサ
ヒナイチの兄。神奈川県警の吸血鬼対策部本部長を務める。妹思いだが、ヒナイチがペンギン嫌いになるトラウマを植えつけた張本人。
籠目原 弦（かごめはら げん）
吸血鬼対策総合監督官。視察のために執事のセバスチャンとともに新横浜を訪れ、変態吸血鬼たちに遭遇して散々な目に遭う。2児の父。

### 吸血鬼退治人組合（バンパイアハンターギルド）
吸血鬼退治人の組合。民間からの依頼はここで受けつけ、退治人たちに仕事を割り振る。
ゴウセツ / マスター
声 - 稲田徹
新横浜周辺の退治人が所属する組合のギルドマスターを務める男性。が副業として『新横浜ハイボール』というバーを営む。
基本は温厚でノリの良い性格だが、怒ると非常に怖い一面があり、溺愛している娘のコユキに近づく男には容赦がなく、特に吸血鬼野球拳大好きに対して強い殺意を向けている。
筋骨隆々の体格を持ち現役時代は大槌で杭を打ち出す技を使用していた。サテツとタビコは弟子にあたる。
コユキ
声 - 高田憂希
ゴウセツの娘。『新横浜ハイボール』で働いている。おっとりした雰囲気を持ち、台詞は吹き出しではなくコマに直接書き込まれる。父から吸血鬼退治の才能と技術を受け継いでいるが、料理の腕は極めて壊滅的で、勝手なアレンジを加えたあげく、正体不明の物体を作り上げてしまう。
“鉄の左手”サテツ（“てつのひだりて”サテツ）
声 - 細谷佳正、生田ひかる（子供）
巨体と怪力を持つお人よしの吸血鬼退治人。ロナルドとは同期。鉄製の左腕をもつが、腕に鉄製のカバーを装着しているだけで義手ではない。大食漢。
極度のお人よしかつ少々引っ込み思案な性格で、吸血鬼退治人たちの中でもドラルクに対する扱いは優しく、ヨモツザカの身を案ずる数少ない人物でもある。後に退治した吸血鬼マナー違反からは「兄ィ」と呼び慕われている。弟から借りたヤンキー漫画に影響されて一時期ヤンキーになっていたことがあり、吸血鬼退治人を見下して自分たちで下等吸血鬼狩りを行っていたが、ロナルドやゴウセツに助けられたことで考えを改め、プロハンターになった。改心した後もヤンキー時代の凶暴な言動をしてしまうことがあるが、本人にとってはグレていた時期のエピソードは黒歴史となっている。
“鉤爪の蜘蛛”ショット（“フック・スパイダー”ショット）
声 - 田丸篤志、内山茉莉（子供）
蜘蛛の巣をあしらったメキシコ風のバンダナやマントを着用した吸血鬼退治人。ロナルドとは同期。袖口から無数の鉤爪を射出して戦う。福井県出身で、高校卒業後に退治人を目指して地元を離れ、新横浜で活動を始めた。Y談おじさんの催眠術でムダ毛フェチであることが発覚し、その後も作中でいじられている。
“熊殺し”シスター・マリア（“くまごろし”シスター・マリア）
声 - 日笠陽子
猟銃を携え、シスター（修道女）の服を着た吸血鬼退治人。巨乳でスタイルのいい美女だが、豪快な性格で男口調で喋り、一人称も「俺」。姉御肌であり、他者を気にかけ励ましの言葉をかける優しい一面を併せ持つ。羞恥心は少なく、退治中に人前で下着や裸をさらすことにあまり抵抗がない。丹沢山中の猟師小屋に住んでおり、本業はマタギ。
“マシマシ中華娘”ター・チャン（“マシマシちゅうかむすめ”ター・チャン）
声 - 石原夏織
チャイナドレスを着た小柄な吸血鬼退治人。トンファーを武器に使う。片言の日本語で話すが、やたらと毒舌。実家は中華料理屋。
ヴァモネ
趣味でカモの着ぐるみを着た吸血鬼退治人。ロナルドの師匠であり、ゴウセツやヒヨシの現役時代から第一線で活躍してきた歴戦の強者。武器は特殊大太刀「葱」。趣味で広報用ダンスを作っている。言葉はいっさい発さず、ジェスチャーやメモで意思疎通をとる。
“吸血鬼調教師”シーニャ・シリスキー（“ゲテモノちょうきょうし”シーニャ・シリスキー）
声 - 小野坂昌也
ボンデージ衣装を着た筋肉質の吸血鬼退治人。捕らえた吸血鬼を自分好みに調教するのが趣味。ドラルクのことをいたく気に入っているが、当のドラルクからは強い苦手意識を抱かれており、ナギリにも強いトラウマを与えている。新横浜の退治人の中では古株で、新人時代のショットにいろいろと教えたため、現在でも組んで活動することが多い。若いころは細身の美青年だった。
作者の読み切り作品「マリリーン大魔法研究所」に登場するロシアン・マフィアのボスの従兄弟という設定がある。
メドキ
声 - 酒井広大、中村カンナ（子供）
僧侶のような姿の吸血鬼退治人。吸血鬼退治用グッズの店の店員を兼業している。
ショーカ
声 - 間島淳司、紡木吏佐（子供）
消防士のような姿の吸血鬼退治人。高圧水流で戦う。合理的で寡黙な性格。
ホームランバッター
声 - 塩尻浩規
野球選手のユニフォームを着用した陽気な吸血鬼退治人。バットとボールで戦う。強すぎて野球界から追放された選手たちが集う競技「超野球」の人気選手。
ロビン
声 - 葉山翔太
三つ編みのおさげ髪とそばかすが特徴の吸血鬼退治人。中性的な容姿をしているが、男性。

#### その他の吸血鬼退治人
籠目原 ミカヅキ（かごめはら ミカヅキ）
声 - 村瀬歩
ダンピールの吸血鬼退治人。眼鏡を着用した痩身の若者（熱烈キッス曰く美少年）で、得物は刀身が黒く刃の部分が赤い刀。キザかつ中二病だが、仕事面に関しては真面目で有能。
東京で活躍していたが、吸血鬼の数が多い新横浜にやってくる。当初はナアナアな雰囲気の新横浜の退治人たちに呆れていたが、野球拳大好きをはじめとする吸血鬼たちに辱められてしまい帰郷。後に『ロナ戦』にハマってロナルドに弟子入りを志願するが、『ロナ戦』が大分話を盛っていることを知り再び帰郷した。その後も幾度か新横浜にやって来ている。
人間・靴下コレクション（にんげん・くつしたコレクション） / タビコ
声 - 甲斐田裕子
元・吸血鬼退治人。古の吸血鬼は自分の所有物に執着するため衣服を奪われると衰弱するという生態を利用し、吸血鬼の靴下を奪い続ける女性。靴下を奪うのは退治するためではなく、弱らせた吸血鬼を見ると興奮するという性癖ゆえ。ロナルドには新横浜の変態の中でも「ほんとにヤバそうな奴」、ドラルクには「実害が出るタイプの奴」と評されている。かつてはゴウセツの弟子だった。
アルミニウス・ヴァン・ヘルシング
伝説の吸血鬼退治人。ロナルドの憧れの人。故人だが、かつて所有していた聖剣バンパイア・キラーを依り代にして現世に来た。聖剣を抜いたタマちゃんに憑依してしまい、悪戦苦闘する羽目になる。

### VRC（吸血鬼研究センター）
ヨモツザカ
声 - 子安武人
新横浜にあるVRC（Vampire Research Center、吸血鬼研究センター）の所長。常に犬を模したマスクをかぶって素顔を隠している。吸血鬼研究の分野で有名な天才科学者で、仮性吸血鬼の治療薬も開発した。才能はあるが、研究第一で他人の迷惑を全く顧みないマッドサイエンティスト。非常な愛犬家で、人間よりも犬を優先させる。
吸血鬼の塵を密封した巨大な丸底フラスコを肌身離さず持ち歩いており、かつて飼っていた「コロ」という犬の名前で呼びかけているシーンがある。また、サテツに対してかつて飼っていた犬と面影を重ねている。
吸血鬼ゼンラニウム（きゅうけつきゼンラニウム）
声 - 大塚明夫
ゼラニウムを股間に生やし、そのツタを操る吸血鬼。全裸にマントを羽織った姿を正装とする。服装以外は穏和な好人物で、情に厚い性格をしており、吸血鬼の同胞だけでなく人間に対しても友好的。ただし、隙あらば眷属を増やそうとしており、折に触れて自分の種を飲むように勧めてくる。植物由来の吸血鬼のため、多くの吸血鬼が苦手とするニンニクに耐性を持つ。
VRCに協力被験者として滞在しているため、他の吸血鬼と違いVRCを自由に出入りが出来る。
コゼンラニウム
ゼンラニウムの眷属。手のひらサイズの、ゼラニウムから尻と脚が生えた下等吸血鬼。

吸血ニンニク（きゅうけつニンニク）
声 - 日岡なつみ
ロナルドが吸血野菜を駆逐するためにわざと吸血鬼化させたニンニク。VRCに回収され、ゼンラニウムのルームメイトになった。
キャプちゃん
吸血鬼研究センターで開発された、吸血鬼捕獲用の巨大なタコ型の吸血鬼。

### オータム書店
ロナルドの著作『ロナルドウォー戦記』やドラルクのゲーム記事を出版している出版社。武術と武器を習得していることが入社資格。「編集会議」という名の決闘（デュエル）で編集者の担当作品を決める。社内には社員を培養するバイオ槽や作家を入れる強制執筆部屋がある。
フクマ
声 - 土岐隼一
オータム書店の社員で、『ロナルドウォー戦記』の担当編集者。黒い長髪にスーツ姿で、眼鏡を掛けている。
社内でもトップクラスの戦闘力の持ち主で、流派・南斗編集戦斧拳を習得しており、戦斧を軽々と振り回す。仕事や締め切りには厳しく、原稿が遅れた際には容赦なくメイデンへカンヅメにするため、ロナルドにとって頭が上がらない人物の1人である一方、編集者としては優秀で信頼を寄せられている。
ドラルクを追いだしてジョンを手に入れることを企むロナルドに「今後のロナ戦はドラルクとのコンビによる話を主軸にするように」と圧をかけたため、結果的にドラルクの後ろ盾になった。大の猫好きで、彼の家で飼われることになったボサツは目に闇が見えるほどだった。時空を捻じ曲げる力があり、瞬時に新横浜にやってくる。
サンズ
声 - 伊瀬茉莉也
オータム書店の女性編集者。黒ストッキング、スーツを着用。スタイルは抜群だが目つきは悪い。ロナルドの熱烈的なファンであり、元はブログ記事であった『ロナルドウォー戦記』の書籍化の話を聞きつけてオータム書店に入社した。先輩のフクマに代わって自分がロナルドの担当編集者になることを目論むが、フクマの驚異的な戦闘力の足元におよばず常に空回りしている。また、ロナルドと一緒に住んでいるドラルクを少々妬んでいる。忍者の里の出身で、星型の巨大手裏剣が武器。
編集長（へんしゅうちょう） / 業（ごう）
声 - 檜山修之
ゴーグルを着用した中年男性。得物はモーニングスター。ドラルクとはクソゲー仲間で仲が良く、ドラルクのことを「ドラちゃん」と呼び、ドラルクからは「業ちゃん」と呼ばれている。
クワバラ
オータム書店の男性編集者。フクマの先輩。趣味はバーベキューとゴーグル蒐集。コピシュのような武器を操る。元はフリーの忍者でサンズとは同じ里の出身。業編集長とは古い付き合いで、オータム書店には中途入社した。後にドラルクのゲームレビュー記事の担当になる。
チノイケ
オータム書店の特殊培養バイオ社員。赤い巨体に角が生えている。新人研修を終えていない状態で新人育成バイオ槽から出てしまい、ロナルドたちのもとで新人教育を受ける。プロレスラーや技名などのプロレス用語でしか話せないが、性格は良識的。
サイコータム
サイコな性格のオータムロボ。破滅的な言動が特徴。もともとは育成システムつきオータムロボグッズの試作品だったが、ロナルドたちが何度育成し直してもサイコに育ち、クワバラに見込まれて社員になった。
F-6970 / ロクモン
オータム書店の男性編集者。バイオ社員。サンズの後輩。
オータムロボ
声 - 柳晃平
オータム書店オフィスの防衛ロボ。
オータムヒグマ
声 - 杉崎亮
オータム書店により生体改造されたヒグマ。とても強いが、フクマにはおよばない。敵をスキャンして戦闘力を計る能力を持つ。
オータム鮫（オータムざめ）
オータム書店で飼育されている鮫。購買で売られているパンやちくわの材料になる。

### 吸血鬼

#### 主要な高等吸血鬼
吸血鬼ゼンラニウム（きゅうけつきゼンラニウム）
#VRC（吸血鬼研究センター）参照。
フォン・ナ・ドゥーブツ / へんな動物
声 - 高戸靖広
どんな姿にも変身できる能力を持った吸血鬼。極めて好色であり、エロいことを考えると変身がバグるので常に変身がバグっている。本来の姿は作中屈指の美青年。名前が長いため他者はおろか自身すら「へんな動物」と名乗っており、ロナルドからはもっぱら「へんな」と呼ばれる。依頼人として登場後、事務所に頻繁に押し掛けてくるようになる。
デッケー・ナ（ディッケーナ）・ドゥーブツ / ディック
声 - こばたけまさふみ
フォン・ナ・ドゥーブツの父。愛称はディック。髭を生やしてモノクル眼鏡を着用している以外は息子と同じ外見で、スケベ度においても同レベル。人間態ではダンディな紳士姿になる。
実は「揺らぐ影」の二つ名を持つ古き血の吸血鬼で、万象に変幻自在の変身能力を持つ。
チジョー・ナ・ドゥーブツ
声 - 神田みか
フォン・ナ・ドゥーブツの母。前髪を生やしている以外は息子と同じ外見で、スケベ度においても同レベル。人間態では息子と似た顔立ちの若い女性姿になる。
月光院 希美（げっこういん まれみ） / 吸血女帝希美（きゅうけつじょていまれみ）
声 - 花澤香菜
巨躯の女性。大学生。元は人間だったが、アダムに血を吸われて吸血鬼となる。強大な吸血鬼となる素質を持っており、吸血鬼化した後は吸血鬼たちから「女帝」と呼ばれ崇められている。
アダム
声 - 大町知広
人間社会に紛れて生きている吸血鬼。希美にストーキングされて困り果てロナルドの事務所に逃げ込んできたが、トラックに轢かれそうになった自分を救ってくれた彼女の一途な想いにほだされ、瀕死の重傷を負った彼女の命を救うために血を吸って吸血鬼に変えた。強大な吸血鬼となった希美と交際を始める。
辻斬りナギリ（つじぎりナギリ）
声 - 関俊彦
全国に特A級指名手配されている危険な吸血鬼。自身の血液で作った刃で斬りつけ、相手の血を奪う。自分の魂を肉体から抜き取り、分霊体（ぶんれいたい）として保管することで不死となっていたが、分霊体を納めていた人形を偶然見つけたドラルクに壊されて以来弱体化し、不死性も失われる。
以後、復讐を期して新横浜に居着いているが、登場する度に酷い目にあわされまともに吸血もできずにいる。窮乏生活を強いられている間に思考がずれ始め、唯一好意的に接してくれたジョンを「丸」と呼び、ジョンが退治人達にいじめられていると思い込み、「悪い退治人どもから『取り戻す』」ことが悲願となりつつある。また、自分が以前襲った警官のカンタロウがナギリ打倒のために吸血鬼対策課に配属したことから、身の危険を察して彼の前では辻田（つじた）と名乗り、彼に遭遇するたびに振り回される羽目になる。当初の醜態を目撃されたことから、ヒナイチには露出魔の吸血鬼として認識されている。
元々は人間で、退治人に憧れていた時期もあった。
半田 あけ美（はんだ あけみ）
声 - 井上喜久子
半田の母であり、吸血鬼。実年齢は52歳だが、吸血鬼であるため外見は若く、武々夫が一目惚れするほどの美人でもある。『ロナルドウォー戦記』にハマッてロナルドの大ファンになる。なお、半田とロナルドが元同級生であることは知らない。半田のことは「モモちゃん」と呼んでいる。
吸血鬼Y談おじさん（きゅうけつきワイだんおじさん）
声 - 井上和彦
強力な催眠術を操る高等吸血鬼。催眠にかかった者はY談（猥談）しか話せなくなり、自分の性癖を暴露する羽目になる。会話だけでなく筆談も全て性癖の暴露になってしまい、催眠自体も強固。人が性癖をぶちまけるのを好むはた迷惑な人物だが、常に煩悩丸出しのへんな動物や野球拳大好きとは意気投合している。頻繁に捕まってはVRCに収容されている。
古き血の吸血鬼で、ドラウスをはじめ他の古き血の吸血鬼たちとは旧知の間柄。ドラウスの父である真祖のことはトラウマになるほど恐れている。
吸血鬼野球拳大好き（きゅうけつきやきゅうけんだいすき） / ケン
声 - 千葉繁
野球拳が大好きな吸血鬼。スキンヘッドを覆面とバンダナで隠し、ジャンケンマークが大量に描かれた法被を着ている。催眠術と結界を同時に使用する高度な技術を駆使し、他人に強制的に野球拳をさせる。スケベな性格であり、基本的に女性を狙う。ゴウセツの不在中、1人店番をしていた彼の娘のコユキに接近するものの、成り行きで彼女の手料理を口にする羽目になり、以来コユキとは仲良くなったがゴウセツから殺意を向けられるようになる。頻繁に捕まってはVRCに収容されており、宿泊目的で気軽に捕まるためヨモツザカからは迷惑がられている。
野球拳大好き・マイクロビキニ・下半身透明の3人は兄弟で、それぞれ長男、次男、三男である。
吸血鬼マイクロビキニ（きゅうけつきマイクロビキニ） / ミカエラ
声 - 安元洋貴
催眠術によって噛んだ相手にマイクロビキニを着用させてしまう吸血鬼。自身も常にマイクロビキニを着用し、目元をマスクで覆っている。大勢の配下を従えていて高慢な言動が目立つが、人見知りで繊細な性格。
吸血鬼下半身透明（きゅうけつきかはんしんとうめい） / トオル
声 - 島﨑信長
下半身が透明になっている吸血鬼。常に覆面を被り、白装束を着ている。催眠術で体を透明に見せることができるが、能力が不十分なため透明化できるのは下半身のみ。廃病院で暮らしており、本物の心霊現象こと地縛霊のあっちゃんとは大の仲良し。のちに廃病院おばけ屋敷『新横浜ホラー・ホスピタル』を営むようになる。他の兄弟に比べて社会性のある明るく気さくな人物で、ロナルドたちや半田とも親しく交流する。
吸血鬼熱烈キッス（きゅうけつきねつれつキッス） / 花咲 フランチェスカ（はなさく フランチェスカ）
声 - 小林未沙
体からハート型の唇をした口が3本突き出ている、珍妙な姿の吸血鬼。イケメンにキッスして血を吸うのが趣味で、特にヒヨシを気に入っている。職業はOLだが、職場で後輩社員などに迫っては度々上司に怒られている。
吸血鬼マナー違反（きゅうけつきマナーいはん）
声 - 斉藤壮馬
グールの使役を覚えたばかりの吸血鬼。グールを使って悪事を働くが、基本的にやることはマナー違反程度の軽犯罪。ジョンをいじめたことでキレたサテツに説教されて以来、彼を「兄ィ」と呼び慕うようになる。普段からマナー違反を旨としてあまのじゃくな言動ばかりとる。ノリが良いためロナルドたちのバカ騒ぎによく加わっているが、周囲の度を超えた暴走にドン引きしていることもある。
エルダー
「グールメイカー」「屍商人」などの二つ名を持つ古き血の吸血鬼。吸血鬼マナー違反の真祖にあたる。グールの生成では右に出る者がいない。長い生涯の中で、一度も退治されたことがないのが悩み。
初登場時の姿はエルダーが遠隔操作したグールであり、ふだん本体は根城の棺桶の中で眠っている。
ヴェントルー・ブルーブラッド
「青き血のヴェントルー」「日食の大鴉」などの二つ名を持つ古き血の吸血鬼。気まぐれに退治人を弄び、タビコを追いつめるものの、靴下を奪われたことでメイドのごとく彼女にこき使われるようになった。当初は回想シーン2コマと単行本のおまけマンガにしか登場していなかったが、第217死で本編に登場した。
ノースディン
声 - 堀内賢雄
ドラルクの師匠。「氷笑卿（ひょうしょうきょう）」の二つ名を持つ古き血の吸血鬼。ドラウスの旧友で、15歳くらいだったドラルクを引き取ってしばらく吸血鬼としての生き方を教えていた。強力なチャーム能力と冷気を操る能力を持つ。キザなセリフで少しでもときめいた相手は、ノースディンの意のままになってしまう。
イシカナ
「不滅の炎」「爆炎の吸血鬼」などの二つ名を持つ古き血の吸血鬼。もともと炎を操る能力を持つが、最近タピオカを操る能力にも目覚めた。新横浜にタピオカ屋を開く。
チャンピオン創刊50周年企画のチャリティオークションに本作の作品出演権が出品された結果生まれたキャラクター。

#### その他の高等吸血鬼
吸血鬼ゲームセンター荒らし（きゅうけつきゲームセンターあらし）
ゲームが得意な吸血鬼。髪型はモヒカン刈りで、サングラスを着用している。凄腕ゲーマーであるドラルクを「先生」と呼ぶ。ロナルドに退治された後、ゲームセンターでアルバイトを始めた。
吸血鬼ラーメンヘッド（きゅうけつきラーメンヘッド）
ラーメンの食品サンプルのような頭部（の被りもの）をした吸血鬼。吸血鬼のくせに、ラーメンとニンニクをこよなく愛する。ラーメンをテーマにしたテーマパーク「新横浜ラーメンエキスポ」でラーメン店を出店しており、地元住民と馴染んでいる。素顔はガタイの良い中年男性。
“脚高の”アラネア（“あしだかの”アラネア）
声 - 上坂すみれ
危険度Aクラスの重要手配吸血鬼。人間態は、髪に蜘蛛の巣をあしらった美しい女性。下半身を巨大な蜘蛛に変化させることや、人間態のときに背中から蜘蛛の足だけを生やすこともできる。ロナルドを捕食しようとするも逆に罠にはめられ、摘発されてVRC送りにされる。
自分がまだ小さな蜘蛛の吸血鬼だったころ、ある女性吸血鬼と出会い心を通い合わせていたが、人間の男性と恋に落ちた彼女と離れ離れになった過去がある。普段の人間態もその女性吸血鬼をモデルにしている。
吸血鬼クリムゾンウィング（きゅうけつきクリムゾンウィング）
危険度Bクラスの吸血鬼。背中に赤い翼が生えている。
吸血鬼学校の七不思議（きゅうけつきがっこうのななふしぎ）
学校の七不思議を素晴らしいと思っている吸血鬼。七不思議が廃れつつある昨今の風潮を憂い、自身が七不思議になりきって子供たちを畏怖せしめようと企んだ。普段は小学校の夜間警備員として働いている。
吸血鬼吸血鬼を呼ぶ月（きゅうけつききゅうけつきをよぶつき）
第107死で登場した、読者からの公募で採用された吸血鬼たちを新横浜に召喚した吸血鬼。一見赤い満月に見えるが、実は裏側に巨大な単眼と口があり、それほど大きくもない。戦闘力は皆無で、一撃でロナルドに敗北する。
吸血鬼かなまら祭り（きゅうけつきかなまらまつり）
読者の考えた吸血鬼。川崎市のかなまら祭りの全国制覇を目論み、神輿を率いて新横浜に現れた。あっけなくロナルドに殴り倒され、吸対に拘束される。
吸血鬼モザイク伯爵（きゅうけつきモザイクはくしゃく）
読者の考えた吸血鬼。モザイクを操る老紳士。かなまら祭りのご神体にモザイクを掛け、ロナルドに捕まりそうになったら「何でも好きなAVのモザイクを消してやる」と命乞いした。
吸血鬼君がエッチなことを考えると流れ星を降らせるおじさん（きゅうけつききみがエッチなことをかんがえるとながれぼしをふらせるおじさん）
読者の考えた吸血鬼。スーツ姿に星の飾りを付けた帽子をかぶった紳士。名前通りの能力を発動した結果、新横浜中に流星群が降り注いだ。
吸血鬼全身脱毛（きゅうけつきぜんしんだつもう）
読者の考えた吸血鬼。毛髪やムダ毛が全くない。通りすがりの人間のすね毛を剃る技を披露する。
吸血鬼トイレはここです（きゅうけつきトイレはここです）
読者の考えた吸血鬼。半透明な影のような姿をしている。時空をゆがめ、廊下を延長してトイレまで行くのを妨害する。
吸血鬼ゲームのコントローラー（きゅうけつきゲームのコントローラー）
読者の考えた吸血鬼。人間の生き血を啜って支配する吸血鬼だが、充電器がなかったためロナルドたちに出会った途端に何もできずに自滅する。
吸血鬼ハイウエスト（きゅうけつきハイウエスト）
読者の考えた吸血鬼。ぞんざいな画風の男性。シャツはズボンに入れたい派と主張する。
吸血鬼アメリカのデブ（きゅうけつきアメリカのデブ）
読者の考えた吸血鬼。太った白人男性の姿をしている。吸血鬼のくせにピザを食べながら登場した。
タケシ
読者の考えたキャラクター。吸血鬼を呼ぶ月を退治したロナルドとドラルクの元に現れた色黒の壮年男性。ドラルクの身を気遣い温かい言葉をかけて去っていったが、正体は不明。

“ゲームメーカー”フィアスコ（“ゲームメーカー”フィアスコ）
危険度Aクラスの吸血鬼。屋敷に人間をおびき寄せ、自分で考案した死のゲームをさせて楽しむ。財力はあるが、彼自身には特別な能力はない。
ロナルドたちに屋敷を破壊されて破産し、その後はエルダーの家に下宿してヌーチューバー活動をしている。
“爆弾魔”ダイナ（“ボマー” ダイナ）
ガラクタから爆弾を生成することができる吸血鬼。危険度Aクラス。作った爆弾を使って愉快犯的に楽しみ、カンタロウとナギリを罠にはめるが、ダチョウの大群を引き連れたカンタロウによって拘束された。
吸血鬼アベックにく美（きゅうけつきアベックにくみ） / 阿部付 二九美
アベックを憎悪する女性吸血鬼。髪の毛が腰まで届くほど長い。とても強力な念動力の使い手で、その力はアベックを憎む負の感情と連動している。
吸血鬼貧弱くそモヤシ（きゅうけつきひんじゃくくそモヤシ）
体力も筋力もない吸血鬼。催眠術で他人を自分と同じくらい貧弱にしてしまう能力を持つ。
サンダー・ボルト
雷撃の能力を持つ正義漢の吸血鬼。乳首に電流を流すことでしか充電できない。自分の能力にコンプレックスを持ち、自身が笑われないような秩序を作るべく私的に吸血鬼退治をしていた。

#### 下等吸血鬼
キンデメ / 吸血デメキン（きゅうけつデメキン）
#ロナルド吸血鬼退治事務所参照。
吸血鬼死のゲーム（きゅうけつきしのゲーム）
#ロナルド吸血鬼退治事務所参照。
ゴビー / 吸血ゴボウ（きゅうけつゴボウ）
#吸血鬼対策課参照。
ボサツ
声 - 中尾隆聖
吸血鬼化した猫。催眠術をかけ人間を操る能力を持ち、世界を支配しようと企む。噛みつかれた人間は、ねこだいすきになる。
元はノラ猫だったが、猫好きなフクマに引き取られ、闇を感じさせる顔つきに変わる。フクマの言動には辟易しているものの、それなりに優雅に暮らしている様子。一方、完全に心が折れたわけではなく、隙あらば逃げ出そうとも思っている。
吸血カマドウマ（きゅうけつカマドウマ） / ネオ吸血カマドウマ2ブラッディレボリューション（ネオきゅうけつカマドウマ2ブラッディレボリューション）
声 - 榊原優希
不快害虫吸血鬼。別名ベンジョチスイアシナゲーキモイムシ。知性があり、人語を解する。脱皮を繰り返すごとに強力になる。
なんか足のいっぱいある白いへんなやつ（なんかあしのいっぱいあるしろいへんなやつ）
白い体にたくさんの足を持つ下等吸血鬼。第80死では「吸血鬼化した何か分からん足がいっぱいあるやつ」、第118死では「なんか足がいっぱいあるやつ」として登場する。愛好家の間ではNASH（ナッシュ）という略称で呼び表され、全国規模の品評会も開催されている。
吸血鬼カクレツチグモ
子供や小動物をさらっては、じわじわと吸血する。相次いで児童が失踪する騒ぎを起こし、加えてジョンをも巣穴へ連れ去った。ジョンに防犯ブザーで抵抗され、その音を嗅ぎ付けた辻斬りナギリの攻撃で灰になり、あっさり絶命した。

### その他の登場キャラクター
キックボードのガキ
声 - 田村睦心
キックボードを乗りこなす、KSGK（クソガキ）と書かれた服を着た小学1年生。その行動がドラルク城崩壊の一因となる。ドラルク城の爆発後、新横浜に引っ越してくる。
暴々夫（ぼぼお）
声 - 山岸治雄
ロナルド吸血鬼退治事務所の近所にあるコンビニエンスストア「ヴァミマ」の店長で武々夫の父親。割とノリの良い性格で、父子仲も結構良好。若いころはポールダンサーを目指していたらしい。
武々夫（ぶぶお）
声 - 野津山幸宏
暴々夫の息子。バカで女好き。仮性吸血鬼化して同僚の女性に告白しようとしたがすぐに振られ、以降もロナルドの事務所に勝手に上がり込んでは愚行を繰り返している。
カメ谷 レンジ（カメや レンジ）
声 - 近藤孝行
雑誌『週刊ヴァンパイアハンター』（週バン）の記者。ロナルドや半田と同じ高校の出身で友人同士。学生時代からロナルドのゴシップ記事を書き続けている。面白い記事を書くためなら友人も自分の身も省みない。
録音（ろくね）
声 - 柳晃平
週バンの記者。カメ谷に随伴してインタビューなどを行う。
加藤 新一（かとう しんいち）、横田 浩（よこた ひろし）、萩野 真（はぎの まこと）
声 - 藤原夏海（新一）、菊池紗矢香（浩）、朝井彩加（真）
「新横浜少年退治人隊」（しんよこはましょうねんハンターズ）を名乗る新横浜在住の少年3人組。3人がそれぞれ「新」「横」「浜」と書かれたTシャツを着ている。
うどんこね子（うどんこねこ）
吸血鬼が亡んだ後に発生する塵をうどんのようにこねたがる女性。シーニャの友人。
五十嵐 権蔵（いがらし ごんぞう）
新横浜製菓工場に勤務する、おいしくなぁれ（包装前のクッキーに「おいしくなぁれ」と声をかける工程）歴35年を誇る男性。後日再登場し、吸血鬼カラオケルームから脱出するためにロナルドたちに力を貸す。
あっちゃん
声 - 倉持若菜
廃墟の病院に現れた本物のおばけで、病院で亡くなった地縛霊の集合体（アマルガム）。恐ろしい外見をしているが、性格は子供らしく善良｡下半身透明と仲良しでよく一緒に行動しており、地縛霊なのに度々外出する。
半田 白（はんだ あきら）
半田桃の父で、あけみの夫。ごく普通の人間のサラリーマン。温厚な人物だが表情がほとんど変化しないため、考えていることが分かりにくく、誤解を招きやすい。半田とロナルドが元同級生であることを知っているが、ロナルドには殺し屋と勘違いされている。中学校から大学まで陸上部で、社会人になってからもトレーニングをしており、足が速い。
金久祖 有蔵（かねくそ あるぞう）
新横浜有数の富豪。髭を生やした禿頭の男性。
金久祖 アルコ（かねくそ アルコ）
有蔵の姪の小学生。タマちゃんの飼い主。タマちゃんの言葉を理解できる。タマちゃんがヘルシングに憑依されたことを知るも、あまり気に留めることなく、素直に受け入れている。
タマちゃん
アルコのペットのゴールデンライオンタマリン。聖剣バンパイア・キラーを抜いたことでヘルシングに憑依され、時々体を貸すことになる。
コバル
サテツの弟。大学1年生。明るい性格で退治人たちとも顔なじみ。
月光院 三魅美（げっこういん みみみ）
声 - 日高里菜
希美の妹。相席居酒屋でナギリ・カンタロウと相席になる。
神在月 シンジ（かみありづき シンジ）
ダンピールの漫画家。オータム書店系列の漫画雑誌で連載している。担当の編集者はクワバラ。不摂生でネガティブな性格。
吉田 輝和（よしだ てるかず）
吸血鬼熱烈キッスが勤める会社の上司。自身を無許可で漫画に登場させることを認めている実在の人物。
三木 カナエ（みき カナエ）
隠し要素として作中のところどころに登場するモブキャラクター。いろいろな場所で働いており、退治人としても活動している。神在月の同級生。

## 作中の用語
高等吸血鬼（バンパイアロード）
ドラルクなどのもっとも知能の高い吸血鬼たち。耳が尖り、牙が生えている。日光に弱いものが多い。鏡やフィルムには映らないが、尻に力を入れると映ることができる。変身能力や催眠能力、外界の干渉を遮断する結界を張る能力など、吸血鬼によってさまざまな能力を有しており、野球拳大好きのように複数の能力を組み合わせて運用している者もいる。
真祖（しんそ）
吸血鬼一族の血筋の始まりである、最も古い吸血鬼。ドラルクの祖父がドラルクの一族の真祖であるほか、エルダーがマナー違反の真祖にあたる。
古き血の吸血鬼（ふるきちのきゅうけつき）
高等吸血鬼の中でも特に古株の吸血鬼。古き吸血鬼とも呼称される。吸血鬼と人間が対立していた時代から活動しており、当時は脅威として恐れられていた。作中で古き血の吸血鬼と呼称される登場人物のうち、ドラウス、ノースディン、デッケー、エルダー、ヴェントルー、イシカナの6名は定期的に会合を開いており、時折Y談おじさんも乱入する。
使い魔（つかいま）
吸血鬼の血を呑むことで超自然的な力を分け与えられた動物。吸血鬼とともに長い年月を生きることができる。

ダンピール
人間と吸血鬼のハーフ。基本は人間だが、吸血鬼を人間と見分けたり、存在を感知したりと、特殊な能力を持つ。その能力を活かして、吸血鬼を退治する職に就くことが多い。血液錠剤を服用することで、一時的に身体能力を上昇させることが可能。
吸血鬼も同族である吸血鬼を探知する能力を持つが、ダンピールのそれは吸血鬼よりも強力。なお、普通の人間には吸血鬼と人間の区別はつけられない。
下等吸血鬼（かとうきゅうけつき）
動物・虫・植物などが吸血鬼化した存在。知性が低く、危険度も相対的に低い。人間の血を吸っても吸血鬼にすることはできず、まれに仮性吸血鬼化させることはあるが、一過性のものでしかない。
スラミドロ
アメーバ、または血液の詰まった袋のような姿の下等吸血鬼。排水に混じる血液や、魚や小動物から血液を吸って生きている。体長は5センチメートルほどで、基本的に人間にとっては無害。
陸クリオネ（りくクリオネ）
声 - 田村睦心
巨大化したクリオネ。頭の口から捕食し、服などは溶かして血だけを吸う。海中生物の血液に反応して原始の姿を取り戻した海陸クリオネも存在する。
グール
声 - 福原かつみ
土と土中の微生物などの死骸から生み出される下等吸血鬼。
カクレツチグモ
4本の足がすべて人間の腕のような形の巨大蜘蛛。子供や小動物をさらってジワジワと血を吸う。隠密性に優れる。

ツクモ吸血鬼（ツクモきゅうけつき）
吸血鬼化した無機物。吸血鬼の能力で半生物化させた物質や、長く使われた道具が付喪神のように吸血鬼化したものなどの通称で、わりと珍しい存在。
仮性吸血鬼（かせいきゅうけつき）
吸血鬼化した小動物や虫などに噛まれて吸血鬼化した人間。日光アレルギーや嗜血症（しけつしょう）、牙が伸びたりするなどの症状が起きるが、注射を打てば治り、予防接種で防げる。罹患者の素質次第では怪力を発揮する、超音波を放つなどの吸血鬼の超自然的な能力に目覚める場合もある。
吸血野菜（きゅうけつやさい）
収穫し忘れたり古くなったりした野菜が吸血鬼化したもの。ウリ科の野菜が特に吸血鬼化しやすく、吸血野菜が1つでもあると、周囲にあるほかの野菜も吸血鬼化してしまう。廃棄する際にはVRCに引き取ってもらわないといけない。調理自体は可能だが吸血鬼化した時点で致命的に不味くなっており、料理上手のドラルクをもってしても試食したロナルドやジョンを瀕死に追い込むほどである。
ニホンオッサンアシダチョウ
足にスネ毛の生えたダチョウ。新横浜周辺や鶴見川下流に生息する害鳥。肉は美味。ドラルクの祖父が持ち帰った結果、トランシルヴァニアの一部にも定着してしまっている。
ボルンガ共和国（ボルンガきょうわこく）
作中に存在する架空の国。首都はイガイトサカエトル。日本と親交が深く、新横浜にもボルンガ共和国出身者が多く居住する。

## 書誌情報
- 盆ノ木至『吸血鬼すぐ死ぬ』 秋田書店〈少年チャンピオン・コミックス〉、既刊25巻（2023年5月8日現在）
  1. 2015年12月8日発売[96]、ISBN 978-4-253-22279-2
  2. 2016年4月8日発売[97]、ISBN 978-4-253-22280-8 - 盆ノ木のデビュー作となる読み切り版を収録。コミックスの帯にはONEがコメントを寄せている[98]。
  3. 2016年7月8日発売[99]、ISBN 978-4-253-22281-5 - 『実は私は』（増田英二）とのコラボ漫画を収録。
  4. 2016年11月8日発売[100]、ISBN 978-4-253-22282-2
  5. 2017年3月8日発売[101]、ISBN 978-4-253-22283-9
  6. 2017年6月8日発売[102]、ISBN 978-4-253-22284-6
  7. 2017年10月6日発売[103]、ISBN 978-4-253-22285-3
  8. 2018年2月8日発売[104]、ISBN 978-4-253-22323-2
  9. 2018年6月8日発売[105]、ISBN 978-4-253-22324-9
  10. 2018年10月5日発売[106]、ISBN 978-4-253-22325-6
  11. 2019年1月8日発売[107]、ISBN 978-4-253-22326-3
  12. 2019年4月8日発売[108]、ISBN 978-4-253-22327-0
  13. 2019年8月8日発売[109]、ISBN 978-4-253-22328-7
  14. 2019年12月6日発売[110]、ISBN 978-4-253-22329-4
  15. 2020年5月8日発売[111]、ISBN 978-4-253-22330-0
  16. 2020年11月6日発売[112]、ISBN 978-4-253-22231-0
  17. 2021年4月8日発売[113]、ISBN 978-4-253-22232-7
  18. 2021年9月8日発売[114]、ISBN 978-4-253-22233-4
  19. 2022年1月7日発売[115]、ISBN 978-4-253-22234-1
  20. 2022年3月8日発売[116]、ISBN 978-4-253-22235-8
  21. 2022年6月8日発売[117]、ISBN 978-4-253-28191-1
  22. 2022年9月8日発売[118]、ISBN 978-4-253-28192-8
  23. 2022年12月8日発売[119]、ISBN 978-4-253-28193-5
  24. 2023年2月8日発売[120]、ISBN 978-4-253-28194-2
  25. 2023年5月8日発売[121]、ISBN 978-4-253-28195-9
- 盆ノ木至『アルマジロのジョン from 吸血鬼すぐ死ぬ』 秋田書店〈少年チャンピオン・コミックス・エクストラ〉、既刊3巻（2023年8月8日現在）
  1. 2019年4月8日発売[122]、ISBN 978-4-253-25366-6
  2. 2023年1月6日発売[123]、ISBN 978-4-253-25367-3
  3. 2023年8月8日発売[124]、ISBN 978-4-253-25368-0
- 盆ノ木至（著）・週刊少年チャンピオン編集部（編） 『吸血鬼すぐ死ぬ 公式ファンブック 週刊バンパイアハンター特別増刊号』 秋田書店、2021年9月8日発売[125]、ISBN 978-4-253-10108-0
- 盆ノ木至（著）・週刊少年チャンピオン編集部（編） 『吸血鬼すぐ死ぬ 公式ファンブック 週刊バンパイアハンター特別増刊号2』 秋田書店、2022年12月8日発売[126]、ISBN 978-4-253-10109-7
- 盆ノ木至（原作）・ミステリーボニータ編集部（編） 『吸血鬼すぐ死ぬ 公式アンソロジー 新横浜で会いましょう』 秋田書店〈少年チャンピオンコミックス〉、全3巻
  1. 2022年6月8日発売[127]、ISBN 978-4-253-20124-7
  2. 2023年2月8日発売[128]、ISBN 978-4-253-20126-1
  3. 2024年9月6日発売[129]、ISBN 978-4-253-20128-5

## テレビアニメ
2021年10月から12月までTOKYO MXほかにて第1期が放送された。新型コロナウイルス感染症流行の影響によりアニメのアフレコの人数が制限されるため、従来通りの収録ができないことを演者が気にせずとも成立するような映像づくりとなった。
第2期『吸血鬼すぐ死ぬ2』は第1期放送終了後に制作が発表され、2023年1月から3月までTOKYO MXほかにて放送された。ABEMAでは地上波先行・独占先行配信を行っている。

### キャスティング
ドラルク役には福山潤が、ロナルド役には古川慎がそれぞれ起用された。
福山は、当初ドラルクが二枚目なのか三枚目なのか迷っていたが、原作者である盆ノ木が収録に立ち会った際にドラルク自身は自分を二枚目だと思っている旨を確認できたので、原作で読んだ際の印象のまま演じることができたとアニメージュプラスのインタビューの中で話している。
また、同じインタビューで古川は、福山のドラルクの声を聞いた際、ギャグ要素と、気高い高等吸血鬼としての面が共存している演技だと感じ、ロナルドとしていかに庶民的なツッコミができるかこだわったと話している。
福山は、今まで共演した作品では古川がツッコミをするのを聞いたことがなかったため、どのような感じになるのかアフレコ前はイメージできなかったが、いざ収録に入ると想像以上の爆発力があったと話している。
ドラルク役の福山は、「神志那監督は、今までギャグアニメをやったことがないというのが意外なくらい、僕ら役者がやりたいタイミング、やっていて気持ちいいタイミングにツッコミの起点をおいてくださっていて。」とアニメージュプラスとのインタビューの中で話しており、収録後に演技に合わせて映像を修正しなくてもぴったりはまったとも述べている。

### スタッフ
- 原作 - 盆ノ木至[9][10]
- 監督 - 神志那弘志[9][10]
- 副監督 - 川野麻美[9][10]
- シリーズ構成 - 菅原雪絵（第1期）[9]、鷹目利（第2期）[10]
- キャラクターデザイン - 中野繭子[9][10]
- 色彩設計 - 今野成美[9][10]
- 美術監督 - 吉田ひとみ[9][10]
- 撮影監督 - 渡辺祥生[9][10]
- 編集 - 塚常真理子[9][10]
- 音楽 - 高橋諒[9][10]
- 音響監督 - 納谷僚介[9][10]
- 音楽制作 - ポニーキャニオン[9]
- 音楽プロデュース - アップドリーム[9]
- プロデューサー - 南原充宏、黒沼崇、吉田勇樹、井上弘美、団野喜人、大和田智之、白石容子（第1期）、小野萠恵（第2期）、尾形光広
- 制作プロデューサー - 岡恒成
- アニメーション制作 - マッドハウス[9][10]
- 製作（第1期） - 製作委員会すぐ死ぬ（博報堂DYミュージック&ピクチャーズ、秋田書店、マッドハウス、マーベラス、スタジオマウス、BS11、フロンティアワークス、角川メディアハウス）
- 製作（第2期） - 製作委員会2すぐ死ぬ（博報堂DYミュージック&ピクチャーズ、秋田書店、マッドハウス、ポニーキャニオン、マーベラス、スタジオマウス、BS11、フロンティアワークス、角川メディアハウス）

### 主題歌
オープニングテーマは福山潤、エンディングテーマは近藤孝行と小野大輔のユニット「TRD（トラッド）」がそれぞれ担当する。
「DIES IN NO TIME」
第1期オープニングテーマ。作詞は福山と松井洋平、作曲は猟平、めんま、41730、編曲は神田ジョン。
「Strangers」
第1期エンディングテーマ。作詞は畑亜貴、作曲は黒須克彦、編曲は西岡和哉。
「NEW DRAMA PARADISE」
第2期オープニングテーマ。作詞は松井洋平、作曲・編曲は佐藤純一。
「Cozy Crazy PARTY!」
第2期エンディングテーマ。作詞は畑亜貴、作曲は黒須克彦、編曲は西岡和哉。

### 挿入歌
「ヴァモネさんのテーマ」
第1期第10話挿入歌。歌唱はういにゃす、作詞は盆ノ木至、作曲は濱田“Peco”美和子、編曲は高橋諒。
新横浜町内会宣伝キャラクター、かもねくんの公式テーマソング「かもね？かもね！かもねくん」が原曲であり、エンディングのクレジットでは楽曲協力となっている。原曲の作詞は濱田“Peco”美和子。
「わかってたよ」
ロナルド（古川慎）による第2期第1話挿入歌。作詞は盆ノ木至、作曲・編曲は高橋諒。

### 各話リスト
| 話数   | サブタイトル                                                                                           | 脚本       | 絵コンテ            | 演出                             | 作画監督 | 総作画監督        | 初放送日       |       |       |       |       |       |       |       |       |       |       |       |       |       |       |       |       |       |
| 第1期  | 第1期                                                                                                  | 第1期      | 第1期               | 第1期                            | 第1期 | 第1期             | 第1期          | 第1期 | 第1期 | 第1期 | 第1期 | 第1期 | 第1期 | 第1期 | 第1期 | 第1期 | 第1期 | 第1期 | 第1期 | 第1期 | 第1期 | 第1期 | 第1期 | 第1期 |
| ------ | --- | ---------- | ------------------- | -------------------------------- | --- | ----------------- | -------------- | ----- | ----- | ----- | ----- | ----- | ----- | ----- | ----- | ----- | ----- | ----- | ----- | ----- | ----- | ----- | ----- | ----- |
| 第1話  | 退治人来たりて空を跳ぶバカとコンビニと無常                                                             | 菅原雪絵   | 神志那弘志          | 松原聡                           | 宮前真一 石井舞 宮島彩                                                                                          | 中野繭子          | 2021年 10月4日 |       |       |       |       |       |       |       |       |       |       |       |       |       |       |       |       |       |
| 第2話  | 襲撃!!フクマさん新横浜に花と散るらむ壁を叩いて殺せるか                                                 | 大草芳樹   | 川野麻美            | 川野麻美                         | Lee Jae-han Kim Eun-sun Hwang Young-sik                                                                         | 中野繭子          | 10月11日       |       |       |       |       |       |       |       |       |       |       |       |       |       |       |       |       |       |
| 第3話  | 出世街道転落道バカ騒ぎ退治人ギルドまだバカ騒ぎ退治人ギルド                                             | 横山いつき | 増原光幸            | 松原聡                           | 宮島彩 田中沙希 湯川純 石井舞                                                                                   | 中野繭子          | 10月18日       |       |       |       |       |       |       |       |       |       |       |       |       |       |       |       |       |       |
| 第4話  | 愛ゆえに変態台所リベラルフォースその男の名は半田                                                       | 大草芳樹   | 北川朋哉            | 石山タカ明                       | 野上慎也 安斎佳恵 Shin Min Seop Kim Seok Yung Kim Eunha Kim Jongbeom Kim Dahui                                  | 中野繭子          | 10月25日       |       |       |       |       |       |       |       |       |       |       |       |       |       |       |       |       |       |
| 第5話  | 辻斬りナギリのいちばん長い日猫はかわいい半田・オフの日・ヒストリー                                     | 大草芳樹   | 北川朋哉            | 山城智恵                         | 石井舞 湯川純 宮島彩 田中沙希 河口千恵                                                                          | 中野繭子          | 11月1日        |       |       |       |       |       |       |       |       |       |       |       |       |       |       |       |       |       |
| 第6話  | 女帝誕生物語ドラルク家の一族続・ドラルク家の一族                                                       | 菅原雪絵   | 北川朋哉            | 藤瀬順一                         | Lee Jae-han Hong Yu-mi Seo Soon-young Park Ae-lee Park Lae-suk Jung Joo-wang                                    | 中野繭子 石井舞   | 11月8日        |       |       |       |       |       |       |       |       |       |       |       |       |       |       |       |       |       |
| 第7話  | Y談ダダンダンダンダダーン半田桃の散々な非番の日そして父が来る                                          | 菅原雪絵   | 川野麻美            | 川野麻美                         | 宮前真一 志水よしこ                                                                                             | 中野繭子          | 11月15日       |       |       |       |       |       |       |       |       |       |       |       |       |       |       |       |       |       |
| 第8話  | ピスピス危機一髪キッドナップ・カプリチオキッドナップ・エレジー                                         | 菅原雪絵   | 博多正寿            | 松原聡                           | 田中沙希 阿部純子 河口千恵 湯川純 宮島彩                                                                        | 中野繭子          | 11月22日       |       |       |       |       |       |       |       |       |       |       |       |       |       |       |       |       |       |
| 第9話  | 市民野球ケーン鉄の左手イマイチ地味で渚の帝王様                                                         | 菅原雪絵   | 川野麻美            | 日下部優樹                       | 野上慎也 安斉佳恵 桝井一平 Song Hyeonju Lee ye sung Kim yujin Hwang Mijeong Gang Hyeonguk Hong Insu Kim Gangwon | 中野繭子 石井舞   | 11月29日       |       |       |       |       |       |       |       |       |       |       |       |       |       |       |       |       |       |
| 第10話 | 祭り囃子が君を呼ぶ平成迷惑な吸血鬼合戦シンヨコドラルクのオールナイト・シンヨコ                         | 菅原雪絵   | 山城智恵            | 山城智恵                         | Song Hyeon-ju Park Sun-ok Hwang Young-sik Park Ae-lee                                                           | 中野繭子 石井舞   | 12月6日        |       |       |       |       |       |       |       |       |       |       |       |       |       |       |       |       |       |
| 第11話 | シンヨコ・バトル・ロYヤルJohn meets DralucWaiting for LOVE                                             | 菅原雪絵   | 博多正寿            | 藤瀬順一 松原聡                  | 宮前真一 志水よしこ                                                                                             | 中野繭子          | 12月13日       |       |       |       |       |       |       |       |       |       |       |       |       |       |       |       |       |       |
| 第12話 | シルバーライズ・ブラインド・ユア・アイズドレスアップ・フォー・ユー!!バカ五番勝負                       | 菅原雪絵   | 川野麻美            | 川野麻美                         | 阿部純子 田中沙希 真壁誠 河口千恵 宮島彩 湯川純 福士真由美                                                      | 中野繭子          | 12月20日       |       |       |       |       |       |       |       |       |       |       |       |       |       |       |       |       |       |
| 第2期  | |            |                     |                                  | |                   |                |       |       |       |       |       |       |       |       |       |       |       |       |       |       |       |       |       |
| 第1話  | ドラルク・ともだち・ひとりだち未遂それ行けゴーストハンターズドラルク・ザ・サイレントジャマー           | 鷹目利     | 川野麻美            | 中野繭子                         | 湯川純 石井舞                                                                                                   | 中野繭子          | 2023年 1月9日  |       |       |       |       |       |       |       |       |       |       |       |       |       |       |       |       |       |
| 第2話  | フロム トーキョー トゥ ネオ ベイサイドわくわくドラルク観察日記Quest of Soul Gate:魂の探求者たち        | 鷹目利     | 坂田純一            | 殿勝秀樹                         | 石井舞 森知鶴 Han Eunmi Hong Insu Park Songhwa Kim Ranyeong Park Yeonghee Hwang Youngsik                        | 中野繭子          | 1月16日        |       |       |       |       |       |       |       |       |       |       |       |       |       |       |       |       |       |
| 第3話  | Lovecall of Sanzuがんばれサギョウくん帰ってきたメチャクチャマン                                        | 鷹目利     | 増原光幸            | 増原光幸                         | 福士真由美 宮島彩 田中沙希 志水よしこ                                                                           | 中野繭子          | 1月23日        |       |       |       |       |       |       |       |       |       |       |       |       |       |       |       |       |       |
| 第4話  | お店番と不審者グッドマザー・グッドバイサマー続・グッドマザー・グッドバイサマー                         | 鷹目利     | 博多正寿            | 渡仲紳之助                       | 湯川純 石井舞 日向正樹 Yoon Jeong-hye Hwang Young-sik Choi Jong Gih                                             | 中野繭子          | 1月30日        |       |       |       |       |       |       |       |       |       |       |       |       |       |       |       |       |       |
| 第5話  | 未知なるフクマに夢を求めて暴走特急お人好し次は終点裏新横浜                                             | 鷹目利     | 博多正寿            | 藤瀬順一                         | 松本まみ子 志水よしこ 森知鶴                                                                                    | 中野繭子          | 2月6日         |       |       |       |       |       |       |       |       |       |       |       |       |       |       |       |       |       |
| 第6話  | アニキ・サーガ 光の章アニキ・サーガ 闇の章お修羅場行進曲                                               | 鷹目利     | 川野麻美            | 川野麻美                         | 宮前真一 日向正樹 石﨑夏海 Yoon Jeong-hye Aeri Park Choi Jong Gih                                               | 中野繭子 吉松孝博 | 2月13日        |       |       |       |       |       |       |       |       |       |       |       |       |       |       |       |       |       |
| 第7話  | Put a sock in it!!!ちんは国家なりジョン 犬ったな                                                       | 鷹目利     | 神志那弘志 殿勝秀樹 | 森下勇輝                         | 山口菜 関口紫織 湯川純 石井舞 森下勇輝                                                                          | 中野繭子          | 2月20日        |       |       |       |       |       |       |       |       |       |       |       |       |       |       |       |       |       |
| 第8話  | オオ・ゼンラ半田ンダダンダンダンダダーン新横浜に月はまた昇るか？                                       | 鷹目利     | 坂田純一            | 佐々木純人                       | 宮前真一 柳昇希 金慶鎬 宮島彩                                                                                   | 中野繭子          | 2月27日        |       |       |       |       |       |       |       |       |       |       |       |       |       |       |       |       |       |
| 第9話  | 夢の国BBOLANDお父さんと不審者ハロー・ハワユー・いまおヒマ？                                            | 鷹目利     | 増原光幸            | 増原光幸                         | 石﨑夏海 森知鶴 福士真由美                                                                                      | 中野繭子          | 3月6日         |       |       |       |       |       |       |       |       |       |       |       |       |       |       |       |       |       |
| 第10話 | リトル・リトル・協奏曲リトル・リトル・協奏曲〜鴨潰し編〜ミラクル・マナクル・どうしていつも俺はこうなる | 鷹目利     | 博多正寿            | 渡仲紳之助                       | 志水よしこ 松本まみ子 関口紫織 湯川純                                                                           | 中野繭子          | 3月13日        |       |       |       |       |       |       |       |       |       |       |       |       |       |       |       |       |       |
| 第11話 | 温めてくれと言ってくれレジェンド オブ ロナリスト常世の町は氷笑卿とワルツを踊る                         | 鷹目利     | 坂田純一            | 三宅辰典 Kang-Il-gu Hwang Il-jin | 宮前真一 日向正樹 森知鶴 関口紫織 石井舞 湯川純 Lee Seunghui Choi Jong Gih                                      | 中野繭子 吉松孝博 | 3月20日        |       |       |       |       |       |       |       |       |       |       |       |       |       |       |       |       |       |
| 第12話 | 続・常世の町は氷笑卿とワルツを踊る新横浜の楽しいバカ野郎たち スペシャルver.新春コタツ十二問答          | 鷹目利     | 川野麻美            | 川野麻美                         | 日向正樹 石井舞 湯川純 宮島彩 関口紫織                                                                          | 中野繭子          | 3月27日        |       |       |       |       |       |       |       |       |       |       |       |       |       |       |       |       |       |

### 放送局
| 放送期間                  | 放送時間                     | 放送局       | 対象地域 | 備考                                 |
| ------------------------- | ---------------------------- | ------------ | -------- | ------------------------------------ |
| 2021年10月4日 - 12月20日  | 月曜 23:00 - 23:30           | TOKYO MX     | 東京都   |                                      |
|                           | 月曜 23:30 - 火曜 0:00       | BS11         | 日本全域 | 製作参加 / BS放送 / 『ANIME+』枠     |
| 2021年10月5日 - 12月21日  | 火曜 0:30 - 1:00（月曜深夜） | テレビ神奈川 | 神奈川県 |                                      |
|                           |                              | KBS京都      | 京都府   |                                      |
|                           |                              | サンテレビ   | 兵庫県   |                                      |
|                           | 火曜 21:30 - 22:00           | AT-X         | 日本全域 | CS放送 / 字幕放送 / リピート放送あり |
| 2021年10月13日 - 12月29日 | 水曜 1:25 - 1:55（火曜深夜） | 静岡放送     | 静岡県   | 『アニメ6区』枠                      |

| 配信開始日     | 配信時間                   | 配信サイト |
| -------------- | -------------------------- | --- |
| 2021年10月5日  | 火曜 0:00（月曜深夜） 更新 | dアニメストア U-NEXT アニメ放題 Hulu ABEMA Amazon Prime Video バンダイチャンネル FOD niconico ひかりTV アニメカ dTV GYAO! Rakuten TV ビデオマーケット Google Play TSUTAYA TV HAPPY!動画 DMM.com GYAO!ストア AnimeFesta music.jp |
| 2021年10月6日  | 水曜 0:00（火曜深夜） 更新 | TELASA J:COMオンデマンド auスマートパスプレミアム milplus |
| 2021年10月14日 | 木曜 12:00 更新            | ふらっと動画 |

| 放送期間                | 放送時間                     | 放送局       | 対象地域 | 備考                                 |
| ----------------------- | ---------------------------- | ------------ | -------- | ------------------------------------ |
| 2023年1月9日 - 3月27日  | 月曜 23:00 - 23:30           | TOKYO MX     | 東京都   |                                      |
|                         |                              | BS11         | 日本全域 | 製作参加 / BS放送 / 『ANIME+』枠     |
|                         | 月曜 23:30 - 火曜 0:00       | サンテレビ   | 兵庫県   |                                      |
| 2023年1月10日 - 3月28日 | 火曜 0:30 - 1:00（月曜深夜） | テレビ神奈川 | 神奈川県 |                                      |
|                         |                              | KBS京都      | 京都府   |                                      |
|                         | 火曜 20:30 - 21:00           | AT-X         | 日本全域 | CS放送 / 字幕放送 / リピート放送あり |
| 2023年1月11日 - 3月29日 | 水曜 1:55 - 2:25（火曜深夜） | 静岡放送     | 静岡県   | 『アニメ6区』枠                      |

| 配信開始日    | 配信時間                | 配信サイト |
| ------------- | ----------------------- | --- |
| 2023年1月9日  | 月曜 22:30 更新         | ABEMA |
| 2023年1月12日 | 木曜 22:30 以降順次更新 | Amazon Prime Video dアニメストア U-NEXT アニメ放題 Hulu バンダイチャンネル ひかりTV DMM TV TELASA J:COMオンデマンド auスマートパスプレミアム milplus Netflix FOD ビデオマーケット Google Play HAPPY!動画 ムービーフルPlus GYAO!ストア music.jp |
| 2023年1月14日 | 土曜 21:00 更新         | niconico ツイキャス GYAO! |

### BD / DVD
| 巻 | 発売日        | 収録話         | 規格品番   | 規格品番   |
| 巻 | 発売日        | 収録話         | BD         | DVD        |
| -- | ------------- | -------------- | ---------- | ---------- |
| 1  | 2022年1月26日 | 第1話 - 第4話  | MJHX-02021 | MJHD-05017 |
| 2  | 2022年2月23日 | 第5話 - 第8話  | MJHX-02022 | MJHD-05018 |
| 3  | 2022年3月23日 | 第9話 - 第12話 | MJHX-02023 | MJHD-05019 |

| 巻 | 発売日        | 収録話         | 規格品番   | 規格品番   |
| 巻 | 発売日        | 収録話         | BD         | DVD        |
| -- | ------------- | -------------- | ---------- | ---------- |
| 1  | 2023年3月8日  | 第1話 - 第4話  | MJHX-02035 | MJHD-05031 |
| 2  | 2023年3月22日 | 第5話 - 第8話  | MJHX-02036 | MJHD-05032 |
| 3  | 2023年4月5日  | 第9話 - 第12話 | MJHX-02037 | MJHD-05033 |

## 舞台
2023年6月2日から11日に天王洲 銀河劇場にて上演された。主演は山本一慶と鈴木裕樹、脚本・演出は村上大樹。

### キャスト
- ドラルク - 山本一慶
- ロナルド - 鈴木裕樹
- ヒナイチ - 其原有沙
- 半田桃 - 吉高志音
- フクマ - 寿里
- サテツ - 重松直樹
- ショット - 二葉要
- シーニャ・シリスキー - 鈴木凌平
- マリア - 明音亜弥
- ター・チャン - 田崎礼奈
- メドキ - 大見洋太
- ホームランバッター - 千賀翔太
- コユキ - 知念紗耶
- 暴々夫 - ウラシマ
- Y談おじさん - OH-SE
- ドラウス - 今拓哉

## その他

### コラボ企画
本作品はアニメ化前から他のチャンピオン連載作品や企業とのコラボ企画が頻繁に行われている。
- 『週刊少年チャンピオン』2016年13号（2016年2月25日発売）では、本作同様に吸血鬼を題材とする同誌掲載漫画作品『実は私は』（増田英二）とのコラボ漫画が掲載された[1]。『実は私は』コミックス16巻、本作コミックス3巻に収録されている。
- 『週刊少年チャンピオン』2016年31号（2016年6月30日発売）では、同誌掲載漫画作品『毎度!浦安鉄筋家族』（浜岡賢次）とのコラボTシャツが読者プレゼントの景品として登場した[147]。
- 2016年7月8日に同時発売となる『よりぬき!浦安鉄筋家族』8巻と本作のコミックス3巻を購入すると、2作がコラボしたイラストが描かれたQUOカードが当たるキャンペーンが実施された[147]。
- コミックマーケットに参加したミカサが本作とコラボレーションし、描き下ろしクリアファイルを配布した[148][149][150]。
- 2017年以降、『週刊少年チャンピオン』としてのコラボを含め「プリンセスカフェ」にてコラボカフェを複数回実施しており、コラボメニューの提供やグッズ販売が行われている[151][152]。
- 『週刊少年チャンピオン』2018年22・23合併号（2018年4月26日発売）では、同誌掲載漫画作品『魔入りました!入間くん』（西修）とのコラボ企画が行われ、2作品間で衣装を交換したキャラクターがそれぞれの扉絵に描かれた[153]。
- 2021年10月28日には本作同様に吸血鬼を題材とするアニメ『ヴィジュアルプリズン』とのコラボレーションビジュアルとPVが公開された。コラボレーションビジュアルでは2作品のキャラクターが衣装を交換したものが描かれ、PVは『ヴィジュアルプリズン』Ver、『吸血鬼すぐ死ぬ』Verの2種が公開され、共にナレーションを古川慎（本作のロナルド役であり、「ヴィジュアルプリズン」のギルティア・ブリオン役）が務める他、ナレーションの台詞は2作品のシリーズ構成である菅原雪絵が作成している。
- 新横浜プリンスホテルでは、2022年9月22日から11月30日までコラボ企画を開催。作品の世界観を表現した部屋やオリジナルグッズ及びコラボメニューの販売、等身大パネルの展示などが実施された。2023年7月1日から9月30日にはコラボ企画第2段が開催された。
- 横浜・八景島シーパラダイスでは、2023年1月7日から29日までコラボイベントを開催。アニメキャラクターによるアナウンスやスタンプラリー、コラボフードやオリジナルグッズの販売などを実施。1月8日には特別イベントが実施され、ドラルク役の福山潤とジョン役の田村睦心が出演した。
- ホテルニューオータニでは、2023年3月1日から6月11日までコラボレーション宿泊プラン「ニュードラルクホテル」を販売。ニューオータニのコラボ企画としては初の等身大描き下ろしイラストの他、オリジナルアメニティや取り下ろしウェルカムボイスなどを展開。予約は2023年1月14日より開始。当初は5月31日までの予定だったが延長された。2024年には第2段として、5月1日から9月30日まで「ニューロナルドホテル」を販売予定。

### 評価・実績
- 「AnimeJapan2017」内「アニメ化してほしいマンガ展」にて展示された[154][155]ほか、翌年実施された「AnimeJapan2018」の企画「アニメ化してほしい漫画ランキング2018」ではユーザー投票により4位にランクインした[156]。
- 2019年、週刊少年チャンピオン50周年記念の企画「みんなの力で叶えよう！ドリームプロジェクト」として、同年7月15日に開催された「週刊少年チャンピオン50周年記念祭」に展示するジョンの巨大ぬいぐるみを制作するためにクラウドファンディングが実施された。5月16日17時ごろに募集を開始したところ、初日で目標金額の200万円に達し、同時に募集を開始した『弱虫ペダル』『バキ道』よりも早い達成となった。最終的に支援総額は580万5500円（目標金額の290パーセント）に達した[157]。

### その他特記事項
- 本作の影響を受けて、秋田書店のことを言うときに「オータム書店」と表現することもある。一例として、2017年10月、『週刊少年チャンピオン』で連載中の石黒正数の名前が、同月にノーベル文学賞を受賞したカズオ・イシグロ風に「マサカズ・イシグロ」と雑誌に書かれた際、石黒正数が「やりやがった…オータム書店」とTwitterでツイートした[158]。
- 2017年10月9日より、秋田書店運営の漫画サイト「日刊月チャン」にてイラスト連載『ほぼ日刊アルマジロのジョン』が開始[159][160]されたが、2019年2月18日より休載[161]。その後、『月刊少年チャンピオン』（秋田書店）にて、2022年11月号より『月チャン！アルマジロのジョン』のタイトルで、同作の先行掲載として連載を開始[162]。同じ内容のイラストが『ほぼ日刊アルマジロのジョン』にて翌月に再録される[163]。